# Lille Irma
Lille Irma var en supermarkedskæde i København, der eksisterede fra 2001 til 2023. Indtil 2015 hed kæden Irma City. Kæden ejedes af Coop og var en 'lillesøster' til supermarkedskæden Irma.
Kæden bestod oprindeligt af mindre convenience food-butikker med en central beliggenhed. Butikkerne førte et bredt udvalg af Irmas egne varer, et stort sortiment i take away-mad samt almindelige kolonialvarer. Butikkerne havde åbent indtil kl. 21 alle ugens dage, hvilket var markant[kilde mangler] længere end de almindelige Irma-supermarkeder. Med de nye regler for søndagsåben fra efteråret 2013 havde Irma City typisk åbent 8-22, mens de almindelige Irma-supermarkeder havde åbent 9-21, dog lidt afhængigt af beliggenhed.
I 2015 blev Irma City erstattet af Lille Irma, idet convenience food-butikkerne blev omdannet til supermarkeder med salg af almindelige dagligvarer. Det var desuden tanken, at kæden skulle nå op på 15-20 butikker i København i løbet af et par år. Men i praksis blev det kun til fem. Alle fem ophørte i forbindelse med afviklingen af Irma i 2023.

## Lille Irma-butikker
- Nørrebrogade 3[7]
- Nørrebrogade 124 ved Nørrebros Runddel[8]
- Ryesgade 60.[9] - Omdannet til Brugsen[3]
- Vesterbrogade 46 ved Vesterbros Torv[10] - Omdannet til Brugsen.[3]
- Østerbrogade 52[11] - Omdannet til Brugsen.[3]

Derudover var der Irma City på Falkonér Alle 13 og Østerbrogade 110.